# Eumeces indothalensis
Eumeces indothalensis är en ödleart som beskrevs av  Muhammad Sharif Khan 1997. Eumeces indothalensis ingår i släktet Eumeces och familjen skinkar. Inga underarter finns listade i Catalogue of Life.